# Münevver Belen Gözeler
Münevver Belen Gözeler (Izmit, Tepecik 1913- Estambul, 1973) fue una arquitecta turca que junto a Leman Cevat Tomsu,  fueron las dos primeras mujeres en titularse en Turquía en 1934.

## Formación
Fueron las primeras mujeres en estudiar Arquitectura en Turquía, al ser admitidas en la especialidad de Arquitectura en la Academia Nacional de Bellas Artes en 1929. Ambas habían ya realizado juntas los estudios de primaria y secundaria en el Instituto Femenino Erenköy de Estambul. Finalizaron también juntas la carrera de arquitectura en 1934, convirtiéndose así también en las primeras mujeres en obtener el título de arquitectas en la Turquía republicana. Su amistad se convirtió también en relación profesional ya que realizaron un buen número de propuestas para concursos y de proyectos juntas, como la Casas del Pueblo en Gerede y en Kayseri, hasta el matrimonio de Münevver Belen con el ingeniero Mithat Gözeler en 1940.

## Trayectoria
Tras acabar la carrera Münevver Belen entró a trabajar en la Oficina de Obras Públicas de Estambul en 1935 y tres meses más tarde en el Directorado Provincial de Estambul. Hasta 1939 estuvo destinada en Bursa y Kocaeli. Posteriormente volvió a las oficinas centrales del Directorado Provincial, donde trabajó hasta su jubilación. Su obra está poco documentada, ya que al trabajar como funcionaria muchos de sus trabajos quedaron sin firmar. El trabajo como funcionarias o la participación en concursos públicos frente a encargos privados es una característica recurrente entre las arquitectas pioneras en la Turquía republicana, ya que la igualdad de las mujeres y su plena inclusión en la vida pública fueron uno de los objetivos para la modernización del país del gobierno de Mustafá Kemal Atatürk. Así pues, entre las obras y proyectos de Leman Tomsu y Münevver Belen se encuentran varias Casas del Pueblo (centros comunitarios vinculados al Partido Republicano del Pueblo) y varios Institutos Rurales (una iniciativa gubernamental destinada a llevar la educación a las zonas del interior de Turquía).